# The Garden of Eden (1928)
The Garden of Eden is een Amerikaanse filmkomedie uit 1928 onder regie van Lewis Milestone. De film werd destijds uitgebracht onder de titel Het paradijs.

## Verhaal
Het Weense zangeresje Toni LeBrun wordt de beschermelinge van de garderobejuffrouw in een nachtclub in Monte Carlo. Toni weet echter niet dat haar weldoenster eigenlijk een rijke barones is. Ze wordt verliefd op Richard, maar voor de bruiloft begint Toni hem ervan te verdenken dat hij alleen uit is op haar pas verkregen welstand.

## Rolverdeling
| Acteur           | Personage      |
| ---------------- | -------------- |
| Corinne Griffith | Toni Lebrun    |
| Louise Dresser   | Rosa           |
| Lowell Sherman   | Henri D'Avril  |
| Maude George     | Mevrouw Bauer  |
| Charles Ray      | Richard Dupont |
| Edward Martindel | Kolonel Dupont |